# Royal Sporting Club Anderlecht
Il Royal Sporting Club Anderlecht (in fiammingo Koninklijk Sporting Club Anderlecht), o, più brevemente, Anderlecht, è una società polisportiva belga di Anderlecht, un comune appartenente alla Regione di Bruxelles-Capitale.
La sezione maggiormente nota è quella calcistica, la quale milita nella Pro League, la massima serie del campionato nazionale, ed è la più titolata del Belgio, potendo vantare la vittoria di 34 titoli di campione nazionale, nove Coppe del Belgio, una Coppa di Lega, 13 Supercoppe del Belgio e, in campo continentale, di due Coppe delle Coppe (1975-1976 e 1977-1978), altrettante Supercoppe europee (1976 e 1978) e una Coppa UEFA (1982-1983). Nel club hanno militato numerosi calciatori di rilievo, tra i quali Paul Van Himst, tra gli atleti belgi più popolari, che fu a lungo anche capitano della nazionale del suo Paese e fu nominato Golden Player dalla federazione belga.
Tra le altre sezioni della polisportiva, quella di rugby vanta la vittoria in 20 campionati nazionali.

## Storia
L'Anderlecht viene fondato il 27 maggio 1908 in una sala del Café Concordia, che si trova in Rue d'Aumale nel comune omonimo. Il club parte dal più basso livello del campionato, e approda per la prima volta nella massima divisione belga nella stagione 1921-22; intanto era stato costruito lo stadio del club, intitolato al mecenate Emile Versé, colui che aveva finanziato il club scegliendone anche i colori sociali. Nel 1933, in occasione del venticinquesimo anniversario gli è conferito lo status di "Reale Società" dal sovrano belga, ad ogni modo la squadra non ottiene risultati di particolar rilievo fino a dopo la Seconda guerra mondiale, anzi, in questi anni retrocede varie volte in seconda divisione; figura però in rosa quel Constant Vanden Stock che diventerà in seguito presidente.
Il primo titolo è infatti conquistato nel 1946-1947 grazie anche all'apporto di Joseph Mermans, che è ingaggiato per una cifra altissima ma che diventerà il miglior goleador di tutti i tempi del club.
L'Anderlecht vince altri sei titoli fino alla stagione 1955-56, e nel frattempo arriva in gruppo un altro giocatore importante, Jef Jurion. I bianco-malva disputano anche la prima edizione della Coppa dei Campioni, che si conclude però amaramente: sono infatti pesantemente sconfitti per 10-4 nel doppio confronto con gli ungheresi dell'MTK Budapest. Va però peggio l'anno successivo, quando i belgi sono travolti per 12-0 dal Manchester Utd nel turno preliminare.

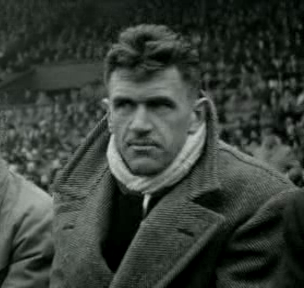
Joseph Mermans nel 1955.

Ad ogni modo le cose iniziano gradatamente a cambiare: verso la fine degli anni cinquanta sono promossi in prima squadra giocatori come Georges Heylens, Jean Plaskie, Wilfried Puis e soprattutto Paul Van Himst, i quali, guidati dall'allenatore Pierre Sinibaldi, ottengono i primi risultati di rilievo anche a livello internazionale. Dopo la conquista del campionato 1961-1962, nel quale Jacques Stockman è capocannoniere, avviene il primo passaggio di un turno nella Coppa dei Campioni: notevole è l'avversario sconfitto, quel Real Madrid già vincitore all'epoca di ben cinque trofei; i belgi raggiungono poi i quarti nella manifestazione. In campo nazionale, invece, i bianco-malva conquistano cinque titoli consecutivi tra il 1963-1964 e il 1967-1968, i primi quattro con Sinibaldi in panchina: superano così gli undici titoli dell'Union Saint-Gilloise, e diventano quindi il club con più vittorie in Patria. Nella stagione 1964-1965 arriva anche la prima Coppa del Belgio (primo double ottenuto), inoltre i belgi hanno la meglio sul Bologna nel primo turno della Coppa dei Campioni, anche se solo grazie al lancio della moneta. Nella prima delle due edizioni successive sono raggiunti nuovamente i quarti, mentre nella seconda van Himst diventa capocannoniere. Nel 1969 entrano invece in rosa Gilbert Van Binst e François Van der Elst, e la squadra partecipa alla Coppa delle Fiere 1969-1970: nel suo cammino elimina tra gli altri l'Inter in semifinale, ma nella finale si deve arrendere agli inglesi dell'Arsenal: la vittoria per 3-1 nella partita di andata è infatti vanificata dalla sconfitta per 3-0 in quella di ritorno.

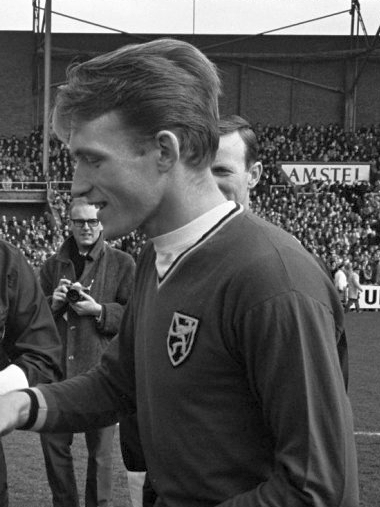
Paul Van Himst nel 1968.

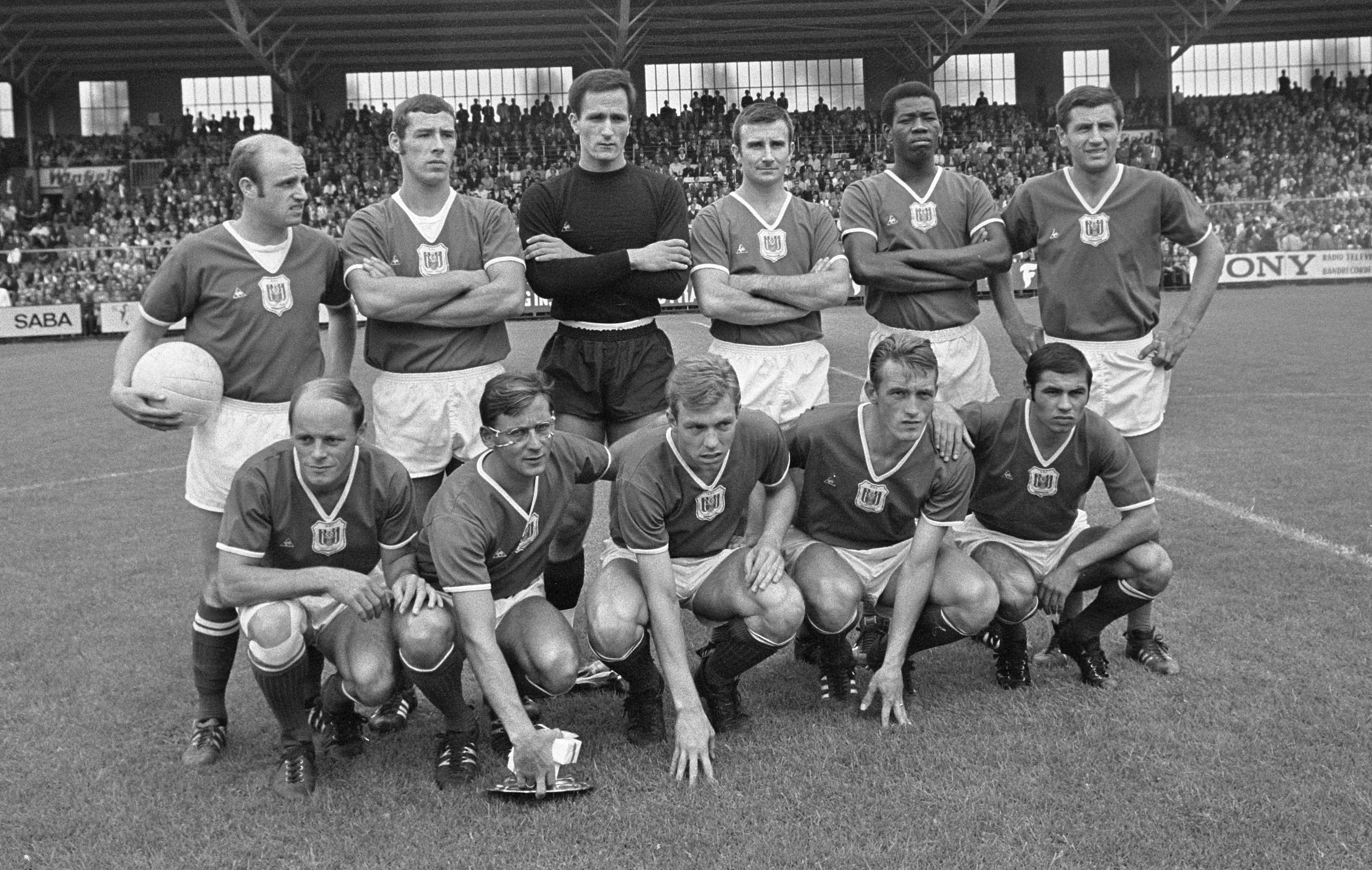
La squadra in posa nella stagione 1967-68

### Anni 1970: i successi in ambito nazionale e internazionale
Gli anni settanta si aprono con gli arrivi di Hugo Broos, di Jean Dockx e soprattutto di Rob Rensenbrink, uno dei pochi Oranje due volte vice-campioni del mondo a militare all'estero. L'Anderlecht vince il campionato 1971-1972, aggiudicandosi il quindicesimo titolo, e ottiene un altro double; si ripete due anni dopo, quando Attila Ladinsky è capocannoniere e in rosa c'è anche Ludo Coeck. Nel 1974-1975 i belgi raggiungono per la terza volta i quarti di finale nella Coppa dei Campioni, dove vengono sconfitti dal Leeds Utd poi finalista, e poco dopo conquistano la quarta coppa nazionale. 

#### 1976-1978: il triennio d'oro
La squadra è affidata a Hans Croon ed è rinforzata con Franky Vercauteren e Arie Haan, quest'ultimo reduce dai trionfi con l'Ajax, e partecipa così alla Coppa delle Coppe 1975-1976. Qui arriva alla finale di Bruxelles, dove sconfigge il West Ham Utd per 4-2 grazie alle doppiette di Van der Elst e del capocannoniere Rensenbrink. Il club conquista anche la coppa nazionale, ma Croon lascia la squadra.
Parigi, Parc des Princes, 3 maggio 1978
 Anderlecht -  Austria Vienna 4-0
Marcatori: Rensenbrink  13', Rensenbrink  44', Van Binst  45', Van Binst  82'
ANDERLECHT: Nico de Bree, Gilbert Van Binst, Jean Thissen, Johnny Dusbaba, Hugo Broos, François Van der Elst, Arie Haan, Benny Nielsen, Ludo Coeck, Franky Vercauteren (87' Jean Dockx), Rob Rensenbrink (c). Allenatore: Raymond Goethals
AUSTRIA VIENNA: Hubert Baumgartner, Robert Sara (c), Josef Sara, Erich Obermayer, Ernst Baumeister, Herbert Prohaska, Karl Daxbacher (60' Alberto Martínez), Felix Gasselich, Julio Morales (74' Fritz Drazan), Hans Pirkner, Thomas Parits. Allenatore: Hermann Stessl
A sostituire Croon è Raymond Goethals, che, dopo aver sconfitto il Bayern Monaco, vince la Supercoppa UEFA 1976. La squadra partecipa poi alla Coppa delle Coppe 1976-1977 da campione in carica e batte tra gli altri il Napoli in semifinale, ma nella finale di Amsterdam è l'Amburgo ad avere la meglio. Arriva anche la sconfitta nella finale della coppa nazionale, che è vinta dal Club Bruges, ma, dato che questi ultimi hanno centrato il double, i bianco-malva partecipano comunque alla Coppa delle Coppe 1977-1978: qui, dopo aver eliminato tra l'altro l'Amburgo negli ottavi, giocano la terza finale consecutiva in questa manifestazione. Ciò rappresenta un record, ma il fatto più importante è la conquista del secondo trofeo: a Parigi l'Austria Vienna viene battuta per 4-0 grazie alle doppiette di Van Binst e di Rensenbrink, mentre Van der Elst è il capocannoniere. Nella stagione 1978-1979 è poi sollevata la Supercoppa UEFA 1978 in seguito alla vittoria sul Liverpool, ma nella Coppa delle Coppe il club è eliminato negli ottavi dai futuri campioni del Barcellona, capaci di imporsi ai tiri di rigore dopo aver ribaltato il 3-0 subito all'andata. A fine stagione Goethals lascia la squadra.

### Anni 1980: la vittoria della coppa UEFA e la seconda stella
Gli anni ottanta si aprono con l'arrivo in panchina di Tomislav Ivić e alla fine della stagione 1980-1981 l'Anderlecht torna a vincere il campionato dopo sette anni. La squadra, nella quale militano anche Juan Lozano e i danesi Kenneth Brylle, Per Frimann e Morten Olsen, partecipa così alla Coppa dei Campioni 1981-1982, edizione in cui giunge in semifinale. È fermata dai futuri campioni dell'Aston Villa, tuttavia negli ottavi aveva incrociato la Juventus: la partita di ritorno contro i bianconeri sarà ricordata anche per il duro scontro di gioco tra Jacky Munaron e Roberto Bettega, che causa all'attaccante un grave infortunio. Durante la stagione successiva Paul Van Himst diventa allenatore della squadra e i belgi vincono la Coppa UEFA 1982-1983 battendo nella doppia finale il Benfica. Arrivano in finale anche nell'edizione successiva della manifestazione, ma sono sconfitti dal Tottenham ai rigori. Nel 1997 si viene tuttavia a scoprire che in questo periodo il club si è reso protagonista di alcuni episodi di corruzione; in particolare sarà accertato un passaggio di denaro verso l'arbitro della semifinale di ritorno di quest'ultima edizione giocata contro il Nottingham Forest: i belgi avevano vinto l'incontro per 3-0 dopo che gli inglesi si erano imposti per 2-0 all'andata.
L'Anderlecht si aggiudica il campionato 1984-1985, che è il primo di tre vinti consecutivamente, e assomma alla fine venti titoli. Il successo è anche merito degli innesti di giovani come Erwin Vandenbergh, Georges Grün, Arnór Guðjohnsen e soprattutto Vincenzo Scifo, a cui si aggiungono in seguito anche Luc Nilis e Luís Oliveira. La squadra torna nuovamente in semifinale nell'edizione 1985-1986 della Coppa dei Campioni, dove viene battuta dai futuri vincitori della Steaua Bucarest; nella successiva edizione, invece, dopo aver eliminato anche i romeni, il cammino dei belgi si ferma ai quarti di finale.

### Anni 1990: la sconfitta in finale di Coppa delle Coppe e i tre campionati consecutivi
Gli anni novanta si aprono con la disputa della quarta finale della Coppa delle Coppe, ma a Göteborg è la Sampdoria a sollevare il trofeo, grazie alla doppietta di Gianluca Vialli nei tempi supplementari. Intanto sono arrivati anche Pär Zetterberg, Marc Degryse e Bertrand Crasson e il club vince nuovamente il titolo nel 1990-1991 dopo essere stato eliminato della Roma, poi finalista del torneo, nei quarti di finale della Coppa UEFA. Nella stagione successiva i belgi partecipano all'ultima edizione della Coppa dei Campioni, superano le fasi ad eliminazione diretta e si classificano terzi nel gruppo A, che è vinto dalla Sampdoria poi finalista. Arrivano anche Danny Boffin, Philippe Albert e Bruno Versavel e l'Anderlecht si aggiudica consecutivamente tre campionati, centrando anche il terzo double. A questi titoli fanno seguito altrettante partecipazioni alla UEFA Champions League, che si concludono però sempre dopo la fase a gironi, mentre nella Coppa UEFA 1996-1997 i bianco-malva arrivano ai quarti di finale, dove sono sconfitti dall'Inter.

### Anni 2000: i successi nazionali e la terza stella
Gli anni duemila iniziano con la conquista, nel 1999-2000, del venticinquesimo titolo, il primo dopo cinque anni, titolo che è bissato l'anno successivo, grazie all'apporto di Alin Stoica, Tomasz Radzinski, Lorenzo Staelens, Jan Koller e Aruna Dindane in campo e di Aimé Anthuenis in panchina. I bianco-malva si rendono protagonisti di una buona prova nella UEFA Champions League 2000-2001, nella quale sono previste due fasi a gruppi: nella prima si piazzano al primo posto davanti al Manchester Utd, poi si classificano terzi davanti alla Lazio nella seconda. Arrivano in squadra anche Daniel Zítka e Christian Wilhelmsson ed entra nella rosa anche il giovane Vincent Kompany, poi sarà la volta di Ahmed Hassan e Mbark Boussoufa: sono vinti altri tre titoli, tuttavia il cammino nella UEFA Champions League non va mai oltre la fase a gironi.
Gli anni duemiladieci iniziano col trentesimo titolo, quando nella rosa dei bianco-malva figurano anche Romelu Lukaku e Tom De Sutter. Il club torna al successo nazionale nel 2011-2012, il primo di tre consecutivi, tuttavia continua a non brillare nella massima competizione continentale. 

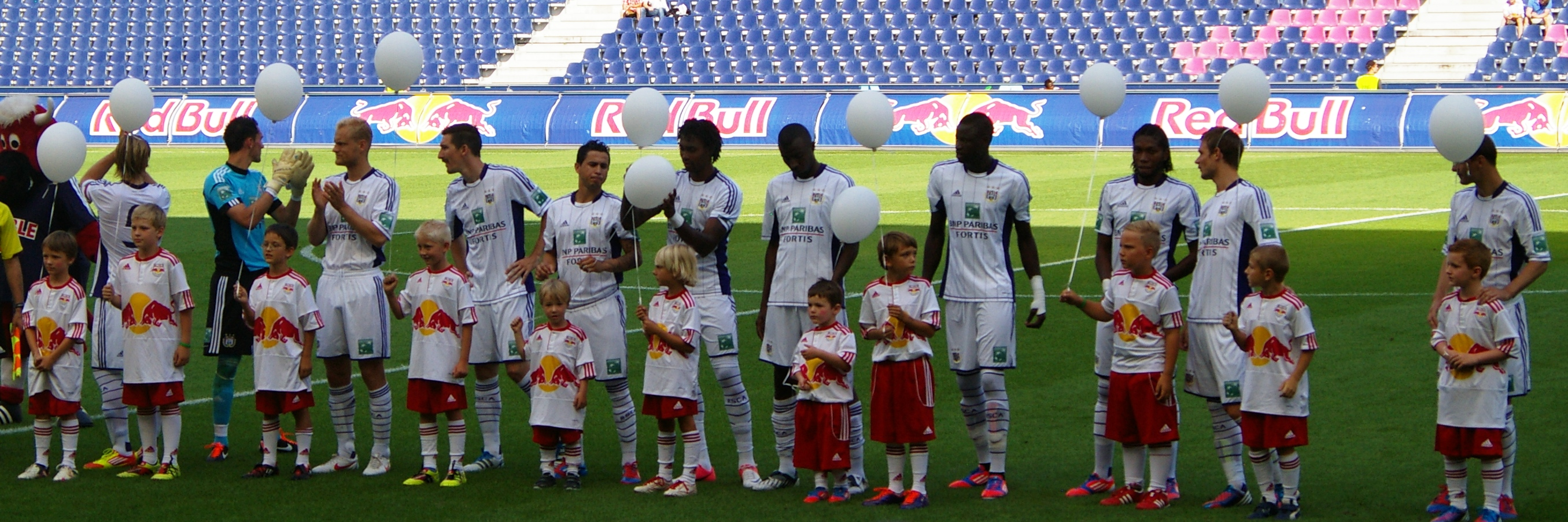
L'Anderlecht nel 2012.

Nel 2017 arriva il trentaquattresimo titolo e sono raggiunti i quarti nell'Europa League, mentre nel 2018-2019 i bianco-malva chiudono la stagione regolare al quarto posto e nella poule scudetto ottengono risultati disastrosi, che condurranno il club a chiudere al sesto posto, mancando quindi la qualificazione alle coppe europee per la prima volta dopo 56 anni. Ancora peggio va l'anno seguente, quando l'Anderlecht conclude all'ottavo posto la stagione sospesa per la pandemia di COVID-19, mentre nel 2020-2021 la squadra chiude al quarto posto. Nel 2021-22, la squadra chiuderà terza in Pro League, ma nella stagione successiva crollerà verso l'undicesimo posto. Termina la stagione 2023-24 in terza posizione, tornando così in Europa.

## Colori e simboli

### Colori
I colori sociali dell'Anderlecht sono il bianco e il malva, una pallida tonalità di viola (infatti, i giocatori sono chiamati, sia in francese che in fiammingo, i bianco-malva), che furono scelti da Emile Versé, un industriale che finanziò il club. La maglia è malva con inserti bianchi, stesso schema viene seguito per i pantaloncini e i calzettoni. In passato i colori della maglia sono stati spesso invertiti, ma nella stagione 2005-2006 i giocatori vestirono un'uniforme nera e malva per i match casalinghi.
I colori dell'Anderlecht hanno ispirato quelli dell'Al Ain, squadra degli Emirati Arabi Uniti.

### Simboli ufficiali

#### Stemma
Il simbolo dell'Anderlecht è composto da uno scudetto a strisce verticali malva e bianche. Contiene anche il motto dell'Anderlecht (Mens sana in corpore sano), così come le tre lettere SCA riferite alle antiche iniziali del club ("Sporting Club Anderlechtois"). Nel 1933 venne aggiunta una corona in seguito alla trasformazione in "Royal Sporting Club Anderlechtois".

## Strutture

### Stadio

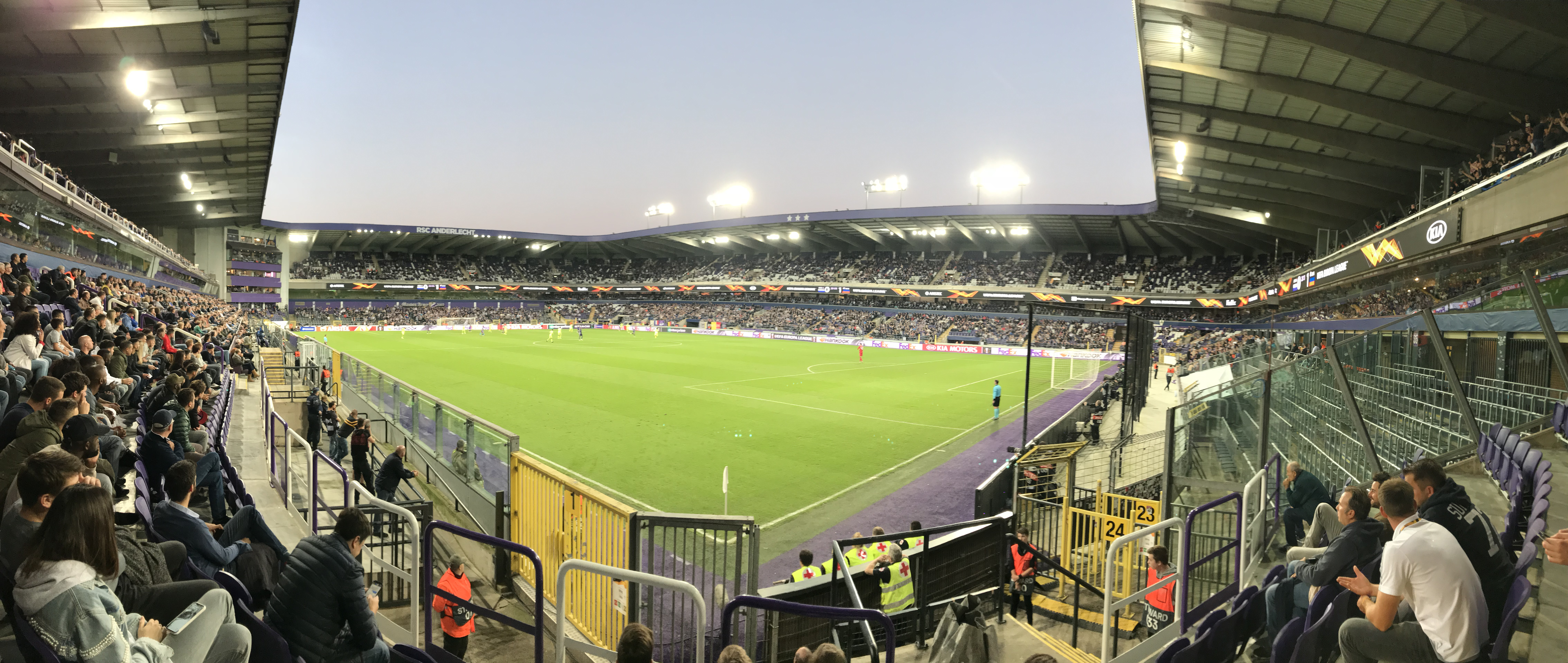
Veduta panoramica del Lotto Park.

Dal 1918 il club disputa le proprie gare interne nel Lotto Park, che è situato all'interno del Parc Astrid, nella municipalità di Anderlecht, e che può ospitare 21.500 spettatori.
L'impianto venne inizialmente intitolato ad Emile Versé, e successivamente è stato ristrutturato più volte; in particolare dopo i lavori terminati nel 1983 prende il nome dell'allora presidente, Constant Vanden Stock, che è stato anche calciatore dell'Anderlecht. Dopo che suo figlio Roger Vanden Stock ha venduto la squadra, lo stadio è stato ribattezzato Lotto Park dai nuovi proprietari nel luglio 2019.
Nella sua storia lo stadio ha ospitato anche una semifinale del campionato d'Europa 1972, mentre non venne utilizzato per l'analoga manifestazione del 2000.
In questi anni si era parlato di un possibile trasferimento all'Eurostadium, impianto che sarebbe dovuto sorgere nella vicina Grimbergen e che avrebbe dovuto ospitare anche una gara del campionato d'Europa 2020: il club abbandonò però quest'idea nel 2017, mentre la costruzione venne in seguito definitivamente annullata.

## Società

### Sponsor
Anderlecht ha firmato due nuovi sponsor nel 2020, DVV Insurance (partita in casa) e Candriam (partita in trasferta). 
Cronologia degli sponsor del club:
- 1975-1981 Belle-Vue
- 1981-1999 Generale Bank
- 2000-2007 Fortis
- 2012-2013 Fintro
- 2016-2017 Proximus
- 2007-2020 BNP Paribas Fortis
- 2020-2024 DVV Insurance e Candriam

### Impegno nel sociale
Dal 2001 è attiva la Constant Vanden Stock Foundation.

### Altre sezioni del club
Sono attive anche la sezione di rugby, quella di calcio femminile e quella di calcio a 5.

## Allenatori e presidenti
Tutti gli allenatori a partire dal 1919:
- 1919-1922  Charlie Bunyan
- 1922-1925  Charles Bunyan
- 1950-1960  Bill Gormlie
- 1960-1966  Pierre Sinibaldi
- 1966-1967  András Béres
- 1968-1969  Norberto Höfling
- 1969-1971  Pierre Sinibaldi
- 1971-1972  Georg Keßler
- 1972-1973  Georg Keßler (01 lug.-31 dic.)
 Urbain Braems (01 gen.-30 giu.)
- 1973-1975  Urbain Braems
- 1975-1976  Hans Croon
- 1976-1979  Raymond Goethals
- 1979-1980  Urbain Braems
- 1980-1982  Tomislav Ivić
- 1982-1983  Tomislav Ivić (01 lug.-31 mar.)
 Paul Van Himst (01 apr.-30 giu.)
- 1983-1985  Paul Van Himst
- 1985-1986  Paul Van Himst (01 lug.-31 dic.)
 Arie Haan (01 gen.-30 giu.)
- 1986-1987  Arie Haan
- 1987-1988  Georges Leekens
- 1988-1989  Raymond Goethals
- 1989-1992  Aad de Mos
- 1992-1993  Luka Peruzović
- 1993-1995  Jan Boskamp
- 1995-1996  Jan Boskamp,  Herbert Neumann
- 1996-1997  Jan Boskamp
- 1997-1998  René Vandereycken (01 lug.-30 nov.)
 Arie Haan (01 dic.-30 giu.)
- 1998-1999  Arie Haan (01 lug.-30 set.)
 Jean Dockx (19 set.-30 giu.)
- 1999-2002  Aimé Anthuenis
- 2002-2004  Hugo Broos
- 2004-2005  Hugo Broos (01 lug.-7 feb.)
 Frank Vercauteren (7 feb.-30 giu.)
- 2005-2007  Frank Vercauteren
- 2007-2008  Frank Vercauteren (01 lug.-12 nov.)
 Ariël Jacobs (13 nov.-30 giu.)
- 2008-2012  Ariël Jacobs
- 2012-2013  John van den Brom
- 2013-2014  John van den Brom (01 lug.-09 mar.)
 Besnik Hasi (10 mar.-30 giu.)
- 2014-2016  Besnik Hasi
- 2016-2017  René Weiler
- 2017-2018  René Weiler (01 lug.-18 set.)
 Nicolás Frutos (19 set.-2 ott.)
 Hein Vanhaezebrouck (3 ott.-30 giu.)
- 2018-2019  Hein Vanhaezebrouck (01 lug.-16 dic.)
 Karim Belhocine (17 dic.-6 gen.)
 Fred Rutten (7 gen.-15 apr.)
 Karim Belhocine (16 apr.-30 giu.)
- 2019-2020  Simon Ithel Davies (01 lug.-2 ott.)
 Jonas De Roeck (3 ott.-6 ott.)
 Frank Vercauteren (7 ott.-30 giu.)
- 2020-2022  Vincent Kompany
- 2022-2023  Felice Mazzù (01 lug.-24 ott.)
 Robin Veldman (24 ott.-ad interim)
 Brian Riemer (2 dic.- 30 giu.)
- 2023-2024  Brian Riemer
- 2024-2025  Brian Riemer (01 lug.-18 set.)
 David Hubert (18 set.- )

- 1908-1910  Charles Roos
- 1911-1951  Theo Verbeeck
- 1951-1971  Albert Roosens
- 1971-1996  Constant Vanden Stock
- 1996-2018  Roger Vanden Stock
- 2018-2020  Marc Coucke
- 2020-  Wouter Vandenhaute

## Calciatori

### Vincitori di titoli
Campioni d'Europa
- Adri van Tiggelen (Germania Ovest 1988)

Calciatore dell'anno
- Jef Jurion (1957, 1962)
- Paul Van Himst (1960, 1961, 1965, 1974)
- Wilfried Puis (1964)
- Rob Rensenbrink (1976)
- Franky Vercauteren (1983)
- Vincenzo Scifo (1984)
- Marc Degryse (1991)
- Philippe Albert (1992)
- Pär Zetterberg (1993)
- Lorenzo Staelens (1999)
- Jan Koller (2000)
- Aruna Dindane (2003)
- Vincent Kompany (2004)
- Mbark Boussoufa (2006, 2010)
- Matías Suárez (2011)
- Dieumerci Mbokani (2012)
- Dennis Praet (2014)

Capocannoniere del campionato
- Joseph Mermans (1947, 1948, 1950)
- Hippolyte Van den Bosch (1954)
- Jacques Stockman (1962)
- Paul Van Himst (1964, 1966, 1968)
- Jan Mulder (1967)
- Rob Rensenbrink (1973)
- Attila Ladinsky (1974)
- François Van der Elst (1977)
- Erwin Vandenbergh (1983, 1986)
- Arnór Guðjohnsen (1987)
- Eddie Krnčević (1989)
- Tomasz Radzinski (2001)
- Nenad Jestrović (2005)
- Romelu Lukaku (2010)
- Aleksandar Mitrović (2015)
- Łukasz Teodorczyk (2017)

Capocannoniere della Coppa dei Campioni/UEFA Champions League
- Paul Van Himst (1967)

Capocannoniere della Coppa delle Coppe
- Rob Rensenbrink (1976)
- François Van der Elst (1978)

## Palmarès

### Competizioni nazionali
- Campionato belga: 34  (record)

1946-1947, 1948-1949, 1949-1950, 1950-1951, 1953-1954, 1954-1955, 1955-1956, 1958-1959, 1961-1962, 1963-1964 
1964-1965, 1965-1966, 1966-1967, 1967-1968, 1971-1972, 1973-1974, 1980-1981, 1984-1985, 1985-1986, 1986-1987 
1990-1991, 1992-1993, 1993-1994, 1994-1995, 1999-2000, 2000-2001, 2003-2004, 2005-2006, 2006-2007, 2009-2010 
2011-2012, 2012-2013, 2013-2014, 2016-2017
- Campionati belgi di seconda divisione: 2

1923-1924, 1934-1935
- Coppa del Belgio: 9

1964-1965, 1971-1972, 1972-1973, 1974-1975, 1975-1976, 1987-1988, 1988-1989, 1993-1994, 2007-2008
- Coppa di Lega belga: 1

2000-2001
- Supercoppa del Belgio: 13

1985, 1987, 1993, 1995, 2000, 2001, 2006, 2007, 2010, 2012 
 2013, 2014, 2017

### Competizioni internazionali
- Coppa delle Coppe: 2  (record belga)

1975-1976, 1977-1978
- Coppa UEFA: 1  (record belga)

1982-1983
- Supercoppa UEFA: 2  (record belga)

1976, 1978

### Competizioni giovanili
- Torneo di Viareggio: 1   (record belga)

2013
- Torneo di Tolone: 1

1967

## Cronologia del nome
- 1908 : SC Anderlechtois
- 1933 : RSC Anderlechtois
- 1985 : RSC Anderlecht

## Statistiche e record

### Partecipazione ai campionati e ai tornei internazionali

#### Campionati nazionali
L'Anderlecht è il club più titolato del Belgio, avendo vinto 34 campionati nazionali. In tre occasioni (1965-1966, 1971-1972 e 1993-1994) il club ottenne un double, vincendo nella stessa stagione anche la Coppa del Belgio.
Dalla stagione 1920-1921 alla 2025-2026 compresa il club ha ottenuto le seguenti partecipazioni ai campionati nazionali:
| Livello | Categoria                                | Partecipazioni | Debutto   | Ultima stagione | Totale |
| ------- | ---------------------------------------- | -------------- | --------- | --------------- | ------ |
| 1º      | Division d'Honneur/Division I-Pro League | 96             | 1921-1922 | 2025-2026       | 96     |
| 2º      | Tweede klasse/Division 1B                | 8              | 1920-1921 | 1933-1934       | 8      |

#### Tornei internazionali
L'Anderlecht è anche il club belga più titolato in campo internazionale: ha conquistato infatti due Coppe delle Coppe (successo per 4-2 a Bruxelles sul West Ham Utd e per 4-0 a Parigi sull'Austria Vienna due anni dopo), due Supercoppe UEFA (vittoria sul Bayern Monaco nel 1976 e sul Liverpool due anni dopo) e una Coppa UEFA (vittoria sul Benfica nell'edizione 1982-1983). Il club è poi l'unico europeo ad aver disputato per 3 anni consecutivi la finale di Coppa delle Coppe: tra i due successi subisce infatti una sconfitta contro l'Amburgo nel 1977. Disputa complessivamente altre tre finali continentali: un'altra nella stessa manifestazione nel 1990, quando a vincere è la Sampdoria, un'altra in Coppa UEFA nel 1984, dove viene battuto dal Tottenham, e infine una nella Coppa delle Fiere 1969-1970, che viene vinta dall'Arsenal. Notevole è anche il raggiungimento della semifinale nella Coppa dei Campioni, che avviene in due occasioni, nel 1981-1982 e quattro anni dopo: in entrambi i casi a passare è la futura vincitrice, l'Aston Villa e la Steaua Bucarest.
Alla stagione 2025-2026 il club ha ottenuto le seguenti partecipazioni ai tornei internazionali:
| Categoria                                | Partecipazioni | Debutto   | Ultima stagione |
| ---------------------------------------- | -------------- | --------- | --------------- |
| Coppa dei Campioni/UEFA Champions League | 33             | 1955-1956 | 2017-2018       |
| Coppa delle Coppe                        | 7              | 1973-1974 | 1989-1990       |
| Supercoppa UEFA                          | 2              | 1976      | 1978            |
| Coppa UEFA/UEFA Europa League            | 22             | 1971-1972 | 2025-2026       |
| UEFA Europa Conference League            | 3              | 2021-2022 | 2025-2026       |
| Coppa delle Fiere                        | 2              | 1969-1970 | 1970-1971       |

### Statistiche individuali
Il giocatore con più presenze nelle competizioni europee è Olivier Deschacht a quota 100, mentre il miglior marcatore è Rob Rensenbrink con 33 gol. L'Anderlecht ha schierato il giocatore più giovane in una gara di Champions League, Celestine Babayaro, sceso in campo il 23 novembre 1994 a 16 anni e 87 giorni nella gara contro la Steaua Bucarest, e Youri Tielemans, terzo in questa graduatoria, che ha debuttato a 16 anni e 148 giorni contro l'Olympiacos nella UEFA Champions League 2013-2014.
I primi due giocatori per presenze e reti realizzate con la maglia del club:
| Record di presenze - 460 Paul Van Himst (1959-1975) | Record di reti - 249 Joseph Mermans (1942-1958) |

### Statistiche di squadra
A livello internazionale la miglior vittoria è per 10-1, ottenuta contro l'Haka nel primo turno della Coppa dei Campioni 1966-1967, mentre la peggior sconfitta è il 10-0 subito contro il Manchester Utd nel turno preliminare della Coppa dei Campioni 1956-1957.

## Tifosi

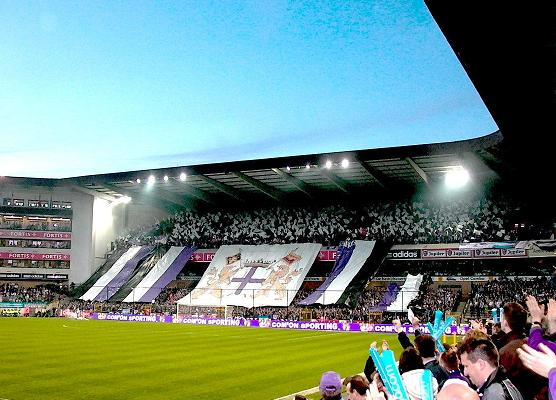
Tifosi dell'Anderlecht

I tifosi dell'Anderlecht sono generalmente considerati i più esigenti del calcio belga. Il club ha avuto la più alta media di spettatori in Jupiler League per dieci anni, tranne che nel 2002-03 e nel 2004-05 (quando il Genk e il Club Bruges rispettivamente, ebbero medie più alte). I sostenitori dell'Anderlecht provengono da tutte le zone del paese e solo un ristretto gruppo proviene dalla regione della capitale Bruxelles. L'Anderlecht conta 76 fan club, tre dei quali all'estero (uno in Francia, uno in Polonia e uno in Texas, USA), e 20 dei quali nella provincia delle Fiandre Orientali.

## Organico

### Rosa 2025-2026
Aggiornata al 24 luglio 2025.
| N. |                        | Ruolo | Calciatore          |
| -- | ---------------------- | ----- | ------------------- |
| 2  | Germania (bandiera)    | D     | Zoumana Keita       |
| 3  | Danimarca (bandiera)   | D     | Lucas Hey           |
| 4  | Serbia (bandiera)      | D     | Jan-Carlo Simić     |
| 5  | Senegal (bandiera)     | D     | Moussa N'Diaye      |
| 6  | Svezia (bandiera)      | D     | Ludwig Augustinsson |
| 7  | Senegal (bandiera)     | C     | Ilay Camara         |
| 8  | Paesi Bassi (bandiera) | C     | Cedric Hatenboer    |
| 9  | Serbia (bandiera)      | A     | Mihajlo Cvetković   |
| 10 | Belgio (bandiera)      | C     | Yari Verschaeren    |
| 11 | Belgio (bandiera)      | A     | Thorgan Hazard      |
| 12 | Danimarca (bandiera)   | A     | Kasper Dolberg      |
| 13 | Canada (bandiera)      | C     | Nathan-Dylan Saliba |
| 16 | Danimarca (bandiera)   | P     | Mads Kikkenborg     |
| 17 | Belgio (bandiera)      | C     | Théo Leoni          |
| 18 | Ghana (bandiera)       | C     | Majeed Ashimeru     |

| N. |                        | Ruolo | Calciatore                 |
| -- | ---------------------- | ----- | -------------------------- |
| 19 | Ecuador (bandiera)     | A     | Nilson Angulo              |
| 20 | Argentina (bandiera)   | A     | Luis Vázquez               |
| 21 | Messico (bandiera)     | C     | César Huerta               |
| 22 | Marocco (bandiera)     | A     | Elyess Dao                 |
| 23 | Belgio (bandiera)      | C     | Mats Rits                  |
| 24 | Paesi Bassi (bandiera) | C     | Enric Llansana             |
| 25 | Belgio (bandiera)      | D     | Thomas Foket               |
| 26 | Belgio (bandiera)      | P     | Colin Coosemans (capitano) |
| 29 | Belgio (bandiera)      | C     | Mario Stroeykens           |
| 42 | Giappone (bandiera)    | A     | Keisuke Goto               |
| 54 | Belgio (bandiera)      | D     | Killian Sardella           |
| 55 | Belgio (bandiera)      | C     | Marco Kana                 |
| 63 | Belgio (bandiera)      | P     | Timon Vanhoutte            |
| 79 | Marocco (bandiera)     | D     | Ali Maamar                 |
| 83 | Belgio (bandiera)      | C     | Tristan Degreef            |